# Grupo fotográfico «La Bussola»
El Grupo fotográfico La Bussola (La brújula en castellano) fue una asociación de fotógrafos italiana creada en 1947 en Milán con el fin de promover la fotografía como arte desde un punto de vista profesional y no meramente documental.
Los principales miembros fundadores fueron Giuseppe Cavalli, Federico Vender, Ferruccio Leiss, Mario Finazzi y Luigi Veronesi que defendían una fotografía que no fuese exclusivamente documentalista, por lo que en su manifiesto señalaban: 

Nosotros creemos en la fotografía como arte [...]. Quien dijera que la fotografía artística debe sólo documentar nuestros tiempos [...] cometería el mismo sorprendente error de un crítico de arte o literario que quisiera imponer a pintores o poetas la obligación de obtener inspiración de cosas o sucesos determinados y sólo de ellos, olvidando [...] el axioma fundamental de que en arte el asunto no tiene ninguna importancia [...]. El documento no es arte; y si lo és, lo es independientemente de su naturaleza de documento [...] Esforzarse en la divulgación de estas ideas, con el objeto de que se alcance a difundir entre los fotógrafos un credo estético válido, es la tarea que se imponen los componentes del grupo La Bussola.
Manifiesto del grupo fotográfico La Bussola

El grupo estuvo enfrentado al Gruppo Friuliano per una nuova fotografia (1955 - 1959) formado por fotógrafos como Italo Zannier, Toni del Tin, Aldo Beltrame, Fulvio Roiter, Carlo Bevilacqua y Giuliano Borghesan que consideraban trasnochados los planteamientos de La Bussola y proponían una fotografía documental y comprometida con la realidad social, siguiendo unos planteamientos neorrealistas.
El grupo fue aumentando hasta estar formado por unos veinte fotógrafos y Giuseppe Cavalli en 1954 formó un nuevo grupo denominado Associazione Fotografica Misa al cual se adhirieron fotógrafos jóvenes como Mario Giacomelli, Ferruccio Ferroni, Piergiorgio Branzi y Alfredo Camisa. Las ideas de ambos grupos estuvieron bastante influidas por el movimiento alemán de la fotografía subjetiva.